# Shirley Chisholm
Shirley Anita Chisholm, z domu St. Hill (ur. 30 listopada 1924 w Nowym Jorku, zm. 1 stycznia 2005 w Ormond Beach) – amerykańska działaczka polityczna, członkini Izby Reprezentantów. Bez powodzenia ubiegała się o nominację Partii Demokratycznej w wyborach prezydenckich w 1972, była pierwszą Afroamerykanką wybraną do Kongresu USA.

## Życiorys
Kształciła się w szkole publicznej w Brooklynie, następnie studiowała w Brooklyn College (ukończyła w 1946) oraz na Columbia University (1952). Pracowała jako nauczycielka w szkole pielęgniarskiej w Nowym Jorku, następnie kierowała Centrum Opieki Pediatrycznej Hamilton-Madison w Nowym Jorku.
Z ramienia Partii Demokratycznej zasiadała w latach 1964-1968 w Zgromadzeniu Stanowym Nowego Jorku. W 1968 stanęła do wyborów do Izby Reprezentantów w okręgu nowojorskim i jako pierwsza czarnoskóra kobieta zasiadła w Kongresie z wyboru, pokonując kandydującego w szeregach Partii Republikańskiej działacza praw człowieka Jamesa Farmera. Jej kadencja rozpoczęła się 3 stycznia 1969 – zasiadała w izbie przez kolejne siedem kadencji, do stycznia 1983. W styczniu 1969 współtworzyła grupę parlamentarną Afroamerykanów – Congressional Black Caucus.
Zgłosiła swoją kandydaturę w walce o nominację prezydencką Partii Demokratycznej w 1972. Zdobyła 151 głosów na konwencji wyborczej, co nie wystarczyło do uzyskania nominacji. Ostatecznie demokraci wybrali na swojego kandydata senatora z Południowej Dakoty George’a McGoverna, który w walce o prezydenturę nie sprostał Richardowi Nixonowi. Pewne kontrowersje (jeszcze przed rozstrzygnięciem sprawy nominacji Partii Demokratycznej) wywołała wizyta Chisholm u innego kandydata demokratów, George’a Wallace’a (znanego z przeciwnych poglądów), ciężko postrzelonego w trakcie kampanii.
W czasie swojej pracy w Kongresie Shirley Chisholm była rzeczniczką zwiększenia wydatków na cele społeczne, opiekę zdrowia, edukację, sprzeciwiając się jednocześnie zwiększaniu wydatków na wojsko.
Autorka książek: Unbought and Unbossed (1970) i The Good Fight (1973). W 1993 została uhonorowana miejscem w Narodowej Hall of Fame Kobiet Amerykańskich.
W listopadzie 2015 prezydent Stanów Zjednoczonych, Barack Obama, odznaczył ją pośmiertnie Medalem Wolności.